# Lijst van voetbalinterlands Filipijnen - Zuid-Vietnam
Deze lijst van voetbalinterlands is een overzicht van alle officiële voetbalinterlands tussen de nationale teams van de Filipijnen en Zuid-Vietnam. De landen hebben drie keer tegen elkaar gespeeld. De eerste ontmoeting, een wedstrijd tijdens de Aziatische Spelen 1954, werd gespeeld in Manilla op 3 mei 1954. Het laatste duel, een vriendschappelijke wedstrijd, vond plaats op 16 september 1962 in Kuala Lumpur (Maleisië).

## Wedstrijden
| № | Plaats       | Datum             | Competitie             | Wedstrijd                 | Uitslag |
| - | ------------ | ----------------- | ---------------------- | ------------------------- | ------- |
| 1 | Manilla      | 3 mei 1954        | Aziatische Spelen 1954 | Filipijnen − Zuid-Vietnam | 2 − 3   |
| 2 | Jakarta      | 28 augustus 1962  | Aziatische Spelen 1962 | Zuid-Vietnam − Filipijnen | 6 − 0   |
| 3 | Kuala Lumpur | 16 september 1962 | Vriendschappelijk      | Zuid-Vietnam − Filipijnen | 6 − 0   |

## Samenvatting
| Competitie        | Totaal gespeeld | Winst Filipijnen | Gelijk | Winst Zuid-Vietnam | Doelsaldo Filipijnen – Zuid-Vietnam |
| ----------------- | --------------- | ---------------- | ------ | ------------------ | ----------------------------------- |
| Aziatische Spelen | 2               | 0                | 0      | 2                  | 2 − 9                               |
| Vriendschappelijk | 1               | 0                | 0      | 1                  | 0 − 6                               |
| Totaal            | 3               | 0                | 0      | 3                  | 2 − 15                              |

PFF · 
A-internationals · 
Filipijns vrouwenelftal
Afghanistan ·
Australië ·
Azerbeidzjan ·
Bahrein ·
Bangladesh ·
Bhutan ·
Brunei ·
Cambodja ·
China ·
Estland ·
Fiji ·
Guam ·
Hongkong ·
India ·
Indonesië ·
Irak ·
Iran ·
Israël ·
Japan ·
Jemen ·
Jordanië ·
Kirgizië ·
Koeweit ·
Laos ·
Libanon ·
Macau ·
Malediven ·
Maleisië ·
Mongolië ·
Myanmar ·
Nepal ·
Noord-Korea ·
Oezbekistan ·
Oman ·
Oost-Timor ·
Pakistan ·
Palestina ·
Papoea-Nieuw-Guinea ·
Qatar ·
Singapore ·
Sri Lanka ·
Syrië ·
Tadzjikistan ·
Taiwan ·
Thailand ·
Turkmenistan ·
Verenigde Arabische Emiraten ·
Vietnam ·
Zuid-Korea ·
Zuid-Vietnam
VFA
1949 – 1959 · 
1960 – 1969 · 
1970 – 1975
Azië Cup 1956 · 
Azië Cup 1960
Australië ·
Bangladesh ·
Cambodja ·
Filipijnen ·
Hongkong ·
India ·
Indonesië ·
Israël ·
Japan ·
Koeweit ·
Laos ·
Maleisië ·
Myanmar ·
Nieuw-Zeeland ·
Pakistan ·
Singapore ·
Taiwan ·
Thailand ·
Zuid-Korea